# Al-Furqan
Surat Al-Furqan (arabă: سورة الفرقان = criteriu, standard) este a XXV-a sura a Coranului, care se deschide cu versetul:
„Binecuvântat este acela care a trimis Furkânul asupra servului său, ca să fie un îndemn pentru lumea întreagă”.
Cuvântul Furkân sau Al-Furqan apare de mai multe ori în Coran și a ajuns să fie sinonim cu însuși Coranul, ca reper transcendent pe care îl are omul în a discerne binele de rău și adevărul de minciună.
1. ↑  Coranul, Reeditare după ediția din 1912, Traducere din arabă de Octavian Silvestru Isopescul, Editura ETA, Cluj, 1997, p. 293